# Municipio Acapetahua
Koordinaten: 15° 17′ N, 92° 41′ W
Acapetahua ist ein Municipio im mexikanischen Bundesstaat Chiapas. Es befindet sich im Süden des Staates am Pazifik, hat 27.580 Einwohner und eine Fläche von 516,8 km². Verwaltungssitz und größter Ort im Municipio ist das gleichnamige Acapetahua.
Acapetahua kommt aus dem Nahuatl und hieß in der Gründungszeit um 1500 Acatl-Petatl-Hua.

## Geographie
Das Municipio Acapetahua liegt im Süden des mexikanischen Bundesstaats Chiapas in der Region Soconusco auf Höhen unter 100 m. Es liegt zur Gänze in der physiographischen Provinz der zentralamerikanischen Kordillere sowie gänzlich in der hydrologischen Region Costa de Chiapas. Die Geologie des Municipios wird zu 64 % von Alluvionen bestimmt bei 22 % palustrischen Ablagerungen; vorherrschende Bodentypen sind Cambisol (59 %) und Solonchak (25 %). Etwa die Hälfte der Gemeindefläche dient als Weideland, etwa ein Viertel wird von Mangroven eingenommen.
Das Municipio Acapetahua grenzt an die Municipios Mapastepec, Acacoyagua, Escuintla, Villa Comaltitlán und Huixtla sowie an den Pazifischen Ozean.

## Bevölkerung
Beim Zensus 2010 wurden im Municipio 27.580 Menschen in 6.908 Wohneinheiten gezählt. Davon wurden 62 Personen als Sprecher einer indigenen Sprache registriert. Gut 18 Prozent der Bevölkerung waren Analphabeten. 9.891 Einwohner wurden als Erwerbspersonen registriert, wovon ca. 80 % Männer bzw. 2,8 % arbeitslos waren. Gut 34 % der Bevölkerung lebten in extremer Armut.

## Orte
Das Municipio Acapetahua umfasst 216 bewohnte localidades, von denen neben dem Hauptort auch Soconusco vom INEGI als urban klassifiziert ist. Fünf Orte wiesen beim Zensus 2010 eine Einwohnerzahl von über 1000 auf, 173 Orte hatten weniger als 100 Einwohner. Die größten Orte sind:
| Ort                          | Einwohner |
| Acapetahua                   | 6194      |
| Soconusco                    | 2502      |
| Consuelo Ulapa               | 1937      |
| El Arenal                    | 1157      |
| Jiquilpan (Estación Bonanza) | 1119      |
| Mariano Matamoros            | 0776      |